# Bataille de Xinkou
Guerre sino-japonaise (1937-1945)
Batailles
Seconde Guerre mondiale : batailles de la Guerre sino-japonaise
- Incident du pont Marco-Polo
- Shanghai
- Taiyuan
- Xinkou
- Pingxingguan
- Taierzhuang
- Xuzhou
- Nankin
  - bataille
  - massacre
- lac Khassan
- Wuhan
- Nanchang
- Khalkhin Gol
- Suixian-Zaoyang
- Changsha (1re)
- Guangxi
- Henan
- Zaoyang-Yichang
- Cent Régiments
- Shanggao
- Sud-Shanxi
- Changsha (2e)
- Pacification du Mandchoukouo
- Changsha (3e)
- Hubei
- Changde
- Ichi-Go
- Changsha (4e)
- Guilin-Liuzhou
- Reconquête chinoise

Guerre du Pacifique
Front d'Europe de l'ouest
Front d'Europe de l'est
Campagnes d'Afrique, du Moyen-Orient et de Méditerranée
Bataille de l'Atlantique
Théâtre américain
La bataille de Xinkou opposa l'Armée nationale révolutionnaire de la République de Chine à l'Armée impériale japonaise. pendant la guerre sino-japonaise.
Marquant la première collaboration à une large échelle entre les troupes nationalistes du Guomingdang et les communistes de la Huitième armée de route, ce conflit armé se déroula en parallèle à la bataille de Taiyuan, dans le cadre de l'invasion japonaise du Shanxi.
Yan Xishan réunit ses troupes pour affronter les Japonais au passage de Xinkou, qui avait l'avantage d'être bordé de montagnes et de fournir des positions favorables aux défenseurs. Le passage était également une route ouverte vers Taiyuan, où des combats se déroulaient. Les troupes nationalistes commandées par Yan Xishan organisèrent une défense frontale du passage, tandis que les soldats communistes commandés par Zhu De défendaient le flanc droit, bordé par la rivière Sutou et qu'une division chinoise attaquait l'arrière-garde de l'ennemi.
Les Japonais, ayant pris Gouxian et Yuanping dans les environs, menèrent un assaut massif sur Xinkou le 13 octobre. Le 16, les troupes chinoises lancèrent une contre-offensive, où le général Hao Mengling, chef de la 9e armée, trouva la mort. La résistance chinoise continua néanmoins, et les communistes parvinrent à battre les Japonais en parallèle dans la bataille de Pingxingguan. Le 26 octobre, les Japonais parvinrent à enfoncer la ligne de défense chinoise à Niangziguan, entraînant le repli progressif des Chinois sur Taiyuan.
La bataille souligna le désavantage des troupes chinoises, très insuffisamment armées, et qui ne disposaient souvent que de cocktails molotov pour affronter les tanks de l'ennemi. Avec la défaite chinoise à Taiyuan, cet affrontement permit aux Japonais de s'assurer le contrôle du nord de la Chine, où une guérilla de résistance continua dans les années suivantes.